# Brachyopa ferruginea
Brachyopa ferruginea är en tvåvingeart som först beskrevs av Fallen 1817.  Brachyopa ferruginea ingår i släktet savblomflugor, och familjen blomflugor. Inga underarter finns listade i Catalogue of Life.